# Sereda
Sereda es un género de polillas tortrícidas, categorizado en la tribu Grapholitini, de la subfamilia Olethreutinae. Fue descrito por Heinrich en 1923.

## Especies
- Sereda myodes Diakonoff, 1953
- Sereda tautana (Clemens, 1865)
- Sereda vegas Razowski, 2011